# Sekhari

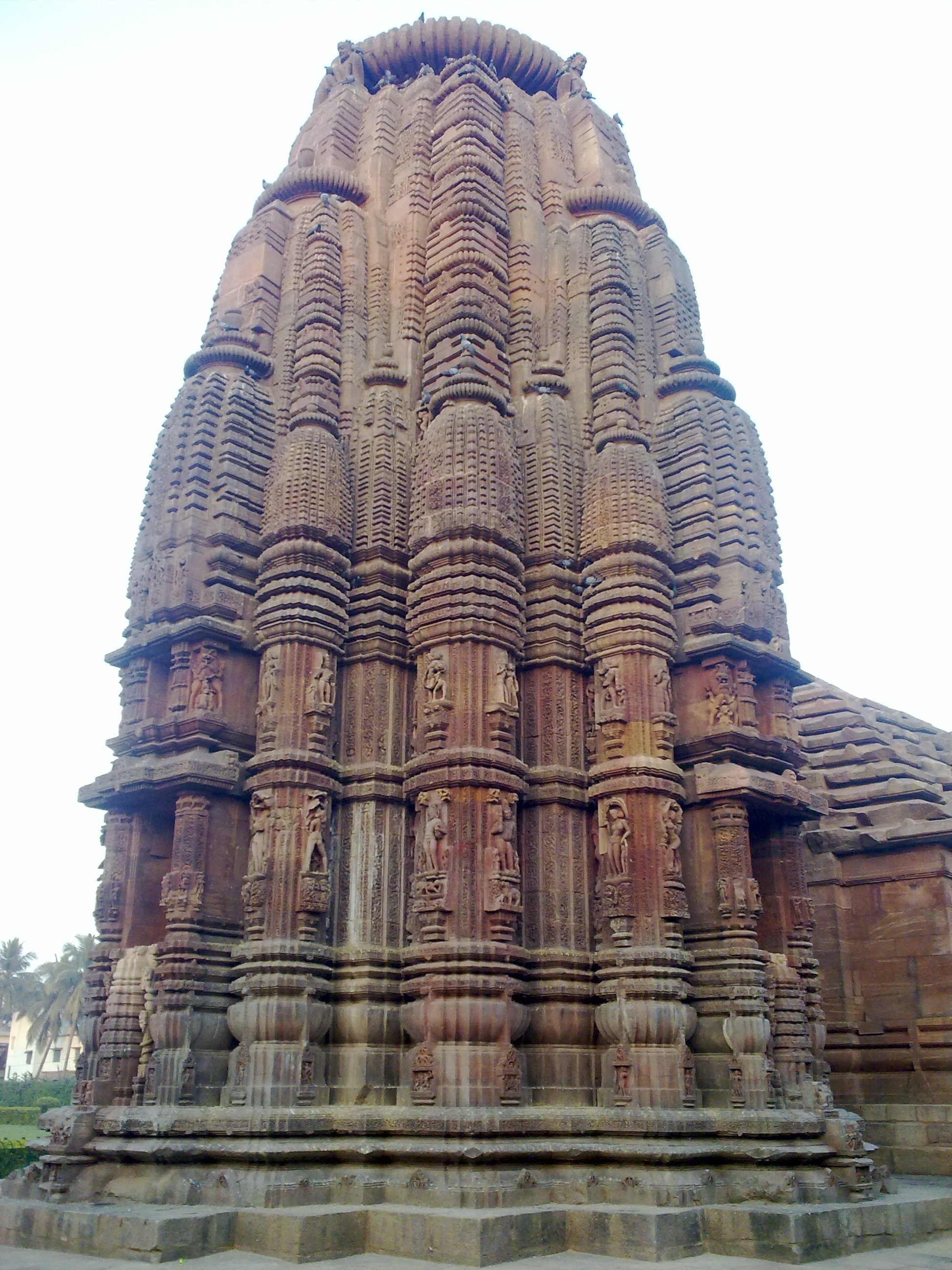
Tempio Rajarani, Bhubaneswar

Sekhari o Shekhari è un tipo di shikhara dell'India settentrionale (torre o guglia in cima a un santuario) che comprende una guglia latina centrale con mezze guglie di urushringa aggiunte su tutti i lati. È uno dei due sottotipi di shikhara, l'altro è bhumija.